# Cantó de Wiltz
El Cantó de Wiltz (luxemburguès Kanton Wolz) és un cantó situat al nord-oest de Luxemburg, al ex-districte de Diekirch. Té 262 kilòmetres quadrats i 19.209 habitants.
El cantó es divideix en 7 comunes:
- Boulaide
- Esch-sur-Sûre
- Goesdorf
- Kiischpelt
- Lac de la Haute-Sûre
- Wiltz
- Winseler